# Chủ nghĩa Darwin xã hội
Xã hội tiến hóa luận hay thuyết Darwin xã hội là bất kỳ lý thuyết xã hội nào xuất hiện ở Anh, Bắc Mỹ và Tây Âu vào những năm 1870, tuyên bố áp dụng các khái niệm sinh học về chọn lọc tự nhiên và sự sống còn của cá thể tốt nhất trong xã hội và chính trị.   Các nhà xã hội Darwin cho rằng kẻ mạnh sẽ càng giàu và quyền lực của họ tăng lên trong khi kẻ yếu sẽ càng nghèo và quyền lực của họ giảm đi. Các nhóm Darwin-xã hội khác nhau có quan điểm khác nhau về nhóm người nào được coi là mạnh và nhóm người nào được coi là yếu, và họ cũng có ý kiến khác nhau về các cơ chế chính xác nên được sử dụng để thưởng cho sức mạnh và trừng phạt yếu đuối. Nhiều quan điểm như vậy nhấn mạnh sự cạnh tranh giữa các cá nhân trong chủ nghĩa tư bản laissez-faire, trong khi những người khác được sử dụng để ủng hộ chủ nghĩa độc tài, thuyết ưu sinh, phân biệt chủng tộc khoa học, chủ nghĩa đế quốc, chủ nghĩa phát xít, chủ nghĩa phát xít và đấu tranh giữa các nhóm quốc gia hoặc chủng tộc.   
Là một khái niệm khoa học, chủ nghĩa Darwin xã hội đã giảm phổ biến sau Thế chiến I và phần lớn bị mất uy tín vào cuối Thế chiến II, một phần do sự liên kết của nó với chủ nghĩa phát xít và một phần do sự đồng thuận khoa học ngày càng tăng mà nó không có cơ sở khoa học.   Các lý thuyết sau này được phân loại là chủ nghĩa Darwin xã hội thường được mô tả như là một bài phê bình của các đối thủ của họ; những người đề xướng của họ đã không nhận ra chính họ bởi một nhãn hiệu như vậy.   Các nhà sáng tạo thường duy trì rằng xã hội mang tính Darwin,  sẽ dẫn đến các chính sách được thiết kế để thưởng cho các đối thủ cạnh tranh nhất là kết quả hợp lý của "thuyết Darwin" (lý thuyết về chọn lọc tự nhiên trong sinh học).  Các nhà sinh học và sử học đã tuyên bố rằng đây là một sai lầm của sự hấp dẫn đối với tự nhiên, vì lý thuyết chọn lọc tự nhiên chỉ nhằm mục đích mô tả một hiện tượng sinh học và không nên dùng để ám chỉ rằng hiện tượng này là tốt hoặc nó nên được sử dụng như một hướng dẫn đạo đức trong xã hội loài người.  Trong khi hầu hết các học giả nhận ra một số liên kết lịch sử giữa việc phổ biến lý thuyết của Darwin và các hình thức của chủ nghĩa Darwin xã hội, họ cũng cho rằng thuyết Darwin xã hội không phải là hậu quả cần thiết của các nguyên tắc tiến hóa sinh học. 
Các học giả tranh luận về mức độ mà các hệ tư tưởng Darwin xã hội khác nhau phản ánh quan điểm riêng của Charles Darwin về các vấn đề kinh tế và xã hội của con người. Các tác phẩm của ông có những đoạn có thể được hiểu là chống lại chủ nghĩa cá nhân hung hăng, trong khi các đoạn khác xuất hiện để thúc đẩy nó.  Quan điểm tiến hóa ban đầu của Darwin và sự phản đối của ông đối với chế độ nô lệ đã đi ngược lại với nhiều tuyên bố rằng các nhà xã hội Darwin cuối cùng sẽ đưa ra về khả năng tinh thần của người bản địa nghèo và thuộc địa.  Sau khi xuất bản cuốn Nguồn gốc các loài vào năm 1859, một nhóm tín đồ của Darwins, do Sir John Lubbock dẫn đầu, lập luận rằng chọn lọc tự nhiên đã không còn tác dụng đáng chú ý nào đối với con người khi xã hội có tổ chức được hình thành.  Tuy nhiên, một số học giả cho rằng quan điểm của Darwin dần thay đổi và đưa ra quan điểm kết hợp từ các nhà lý thuyết khác như Herbert Spencer .  Spencer đã xuất bản  những ý tưởng tiến hóa thuyết Lamarck của ông về xã hội trước khi Darwin lần đầu tiên công bố giả thuyết của ông vào năm 1859, và cả Spencer và Darwin đều thúc đẩy quan niệm của riêng họ về các giá trị đạo đức. Spencer ủng hộ chủ nghĩa tư bản laissez-faire trên cơ sở niềm tin Lamarckian của mình rằng đấu tranh sinh tồn thúc đẩy sự tự cải thiện có thể được kế thừa.  Một người đề xướng quan trọng ở Đức là Ernst Haeckel, người đã phổ biến tư tưởng của Darwin và cách giải thích cá nhân của ông về nó, và cũng sử dụng nó để đóng góp cho một tín ngưỡng mới, phong trào nhất nguyên .